# ويليام إي. ميلر
ويليام إي. ميلر (بالإنجليزية: William E. Miller)‏ هو محامي وسياسي أمريكي، ولد في 22 مارس 1914 في الولايات المتحدة، وتوفي في 24 يونيو 1983 في نفس البلد. حزبياً، نشط في الحزب الجمهوري. وقد انتخب عضو مجلس النواب الأمريكي عن دائرة New York's 42nd congressional district ‏ (3 يناير 1951 – 3 يناير 1953) وانتخب عضو مجلس النواب الأمريكي عن دائرة New York's 40th congressional district ‏ (3 يناير 1953 – 3 يناير 1965).

## روابط خارجية
- ويليام إي. ميلر على موقع الموسوعة البريطانية (الإنجليزية)
- ويليام إي. ميلر على موقع مونزينجر (الألمانية)
- ويليام إي. ميلر على موقع إن إن دي بي (الإنجليزية)